# Despachante operacional de voo
Um Despachante Operacional de Voo ou DOV, é o responsável pelo Planejamento e o Controle Operacional dos voos em empresas aéreas regidas pelo Regulamento Brasileiro de Aviação Civil - RBAC 121.
Este regulamento estipula que o piloto em comando de uma aeronave e o despachante operacional encarregado por um voo, são solidariamente responsáveis por este voo. Também estipula que um DOV tem a autoridade para atrasar, desviar ou cancelar um voo, e um voo não pode ser liberado sem a assinatura do piloto em comando e do despachante operacional em documentos específicos como o plano de voo operacional e o manifesto de peso e balanceamento.
O despachante usa ferramentas sofisticadas para gerar a documentação necessária para a liberar e monitorar o progresso de cada voo e aconselha a tripulação técnica (pilotos) acerca de quaisquer circunstâncias que possam afetar a segurança de voo.
Entre as habilidades requeridas para o exercício desta profissão estão a rapidez de raciocínio, visão espacial e capacidade de trabalhar sob pressão.

## Regulamento da profissão no Brasil
Nenhuma pessoa pode trabalhar como despachante operacional de voo (DOV) (exercendo responsabilidade em conjunto com o piloto-em-comando, no controle operacional de um voo) em atividades relacionadas à operação de qualquer aeronave civil engajada no transporte aéreo e operando segundo o RBAC 121, a menos que essa pessoa seja detentora de (e tenha consigo) uma licença de DOV emitida segundo o regulamento RBHA 65 da ANAC.
A fim de obter a licença, esta pessoa deve demonstrar amplo conhecimento de áreas como regulamentos de tráfego aéreo, meteorologia, navegação aérea, teoria de voo, performance, peso e balanceamento e planejamento de voo, a um nível comparável ao titular de uma licença de piloto de linha aérea.